# Teresa Rabal
Teresa Rabal Balaguer, född 5 november 1952 i Barcelona, Spanien, är en spansk skådespelare. Hon är dotter till skådespelarna Francisco Rabal och Asunción Balaguer, och filmdebuterade redan 1961 i Luis Buñuels Viridiana, i vilken även fadern spelade.